# Havnar Bóltfelag
HB Tórshavn je jedním z nejstarších a nejúspěšnějších fotbalových klubů na Faerských ostrovech, jež byl založen v roce 1904. Klub hraje v hlavním městě Tórshavn a je po něm pojmenován. Slovo Havn (česky přístav) se v názvu klubu nachází právě díky místu působení. Klub hraje faerskou nejvyšší soutěž Effodeildin a poměrně pravidelně se objevuje v kvalifikacích do evropských pohárů. V kádru klubu se taktéž nachází několik domácích reprezentantů.

## Klubová nej
- Nejvyšší ligová výhra: 	HB - ÍF Fuglafjørður 14-1 (1971)
- Nejvyšší ligová prohra: HB - B36 Tórshavn 0-10 (1945)
- Nejvyšší pohárová výhra: HB - Skansin Tórshavn (Division 4) 22-0 (1995)
- Nejvyšší pohárová prohra: TB Tvøroyri - HB 6-2 (1977)
- Nejvyšší evropská pohárová výhra: HB - FC WIT Georgia (Gruzie) 3-0 (2004) Liga mistrů UEFA
- Nejvyšší evropská pohárová prohra: Tromsø IL (Norsko) vs. HB 10-0 (1995) Pohár Intertoto

- Effodeildin: 24x vítěz [1]
  - 1955, 1960, 1963, 1964, 1965, 1971, 1973, 1974, 1975, 1978, 1981, 1982, 1988, 1990, 1998, 2002, 2003, 2004, 2006, 2009, 2010, 2013, 2018, 2020.
- Fotbalový pohár Faerských ostrovů: 30x vítěz
  - 1955, 1957, 1959, 1962, 1963, 1964, 1968, 1969, 1971, 1972, 1973, 1975, 1976, 1978, 1979, 1980, 1981, 1982, 1984, 1987, 1988, 1989, 1992, 1995, 1998, 2004, 2019, 2020, 2023, 2024

## Evropské poháry
| Sezona  | Soutěž           | Kolo | Tým                    | Z1   | Z2   |
| 1993-94 | PVP              | PK   | Universitāte Riga      | 0-1  | 3-0  |
|         | PVP              | 1K   | Universitatea Craiova  | 0-4  | 0-3  |
| 1994-95 | Pohár UEFA       | PK   | Motherwell FC          | 0-3  | 1-4  |
| 1995-96 | Intertoto        | SK   | Universitatea Cluj     | 0-0  | 0-0  |
|         | Intertoto        | SK   | Tromsø IL              | 0-10 | 0-10 |
|         | Intertoto        | SK   | KFC Germinal Beerschot | 1-1  | 1-1  |
|         | Intertoto        | SK   | FC Aarau               | 1-6  | 1-6  |
| 1996-97 | PVP              | PK   | Dinamo Batumi          | 0-6  | 0-3  |
| 1997-98 | PVP              | PK   | APOEL FC               | 1-1  | 0-6  |
| 1998-99 | Pohár UEFA       | PK   | VPS Vaasa              | 2-0  | 0-4  |
| 1999-00 | Liga mistrů UEFA | 1PK  | Haka Valkeakoski       | 1-1  | 0-6  |
| 2000-01 | Intertoto        | 1K   | Tatabánya FC           | 0-4  | 0-3  |
| 2001-02 | Pohár UEFA       | PK   | Grazer AK              | 2-2  | 0-4  |
| 2003-04 | Liga mistrů      | 1PK  | FBK Kaunas             | 0-1  | 1-4  |
| 2004-05 | Liga mistrů      | 1PK  | WIT Georgia Tbilisi    | 0-5  | 3-0  |
| 2005-06 | Liga mistrů      | 1PK  | FBK Kaunas             | 2-4  | 0-4  |
| 2006-07 | Intertoto        | 1K   | Dinaburg FC            | 1-1  | 0-1  |
| 2007-08 | Liga mistrů      | 1PK  | FH                     | 1-4  | 0-0  |
| 2008-09 | Intertoto        | 1K   | IF Elfsborg            | 1-4  | 0-0  |
| 2009-10 | Evropská liga    | 2PK  | AC Omonia              | 0-4  | 1-4  |
| 2010-11 | Liga mistrů      | 2PK  | Red Bull Salzburg      | 0-5  | 1-0  |

Vysvětlivky: PK - Předkolo, 1PK - první předkolo, 2PK - druhé předkolo, PVP - Pohár vítězů poháru, SK - skupinová fáze, 1K - první kolo